# Wladimir Franzewitsch Ern

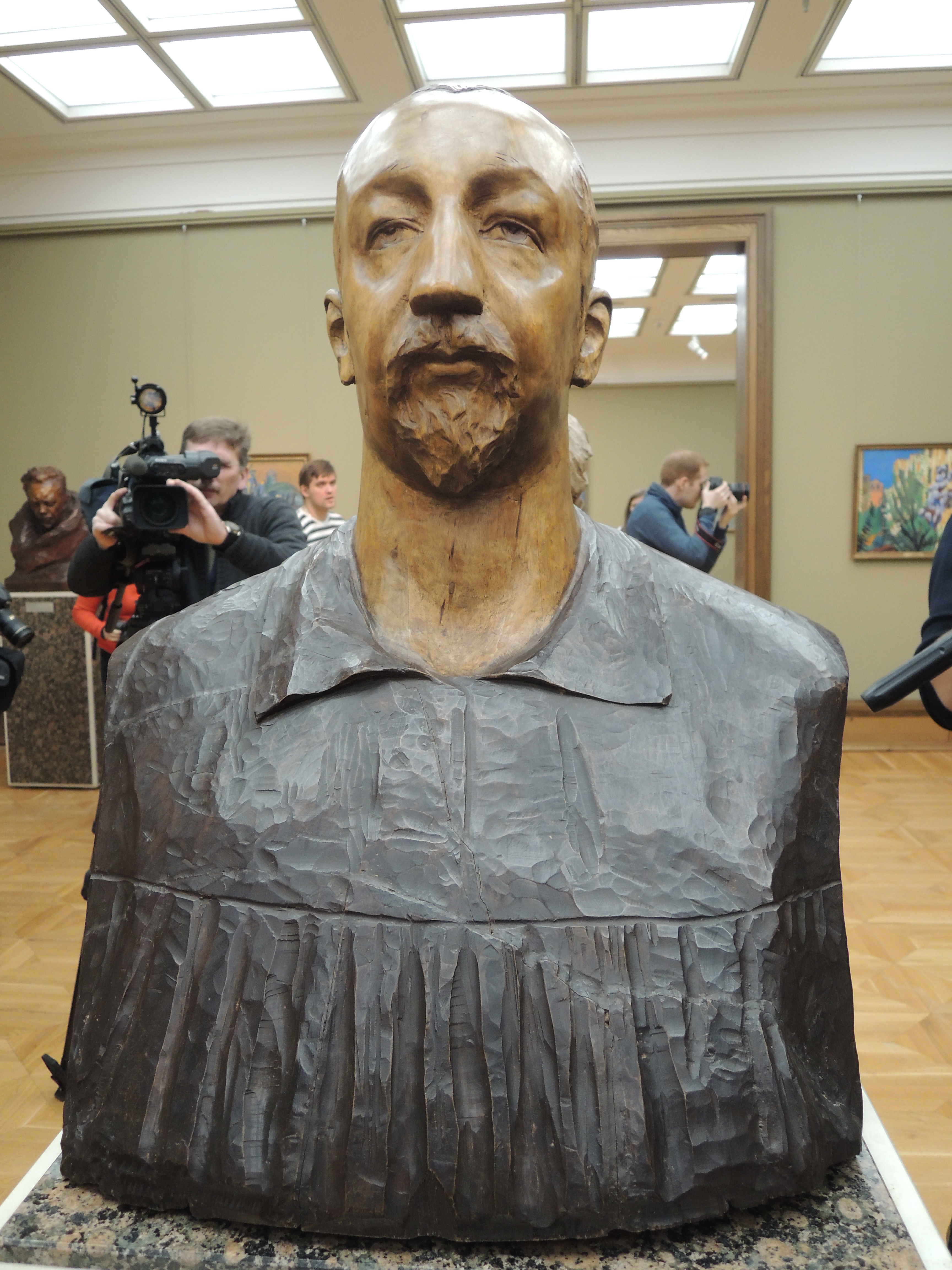
Skulptur von Wladimir Franzewitsch Ern

Wladimir Franzewitsch Ern (russisch Владимир Францевич Эрн, wiss. Transliteration Vladimir Francevič Ėrn; geb. 5. August 1882 im Tiflis; gest. 29. April 1917 in Moskau) war ein russischer Religionsphilosoph, der den Nihilismus ablehnte.

## Leben
In seiner Heimatstadt Tiflis besuchte er dieselbe Gymnasialklasse wie Pawel A. Florenski und reiste zwischen 1911 und 1913 nach Italien.
Ern gilt den Erinnerungen von Fedor Stepun zufolge als ein „überzeugter Gegner, ja ein leidenschaftlicher Hasser des deutschen Idealismus, insbesondere des Neukantianismus“.
Eine berühmte Debatte fand 1910 zwischen Ern und Simon L. Frank (1877–1950) statt, die sich um das Problem der Identifizierung der charakteristischen Merkmale der russischen Philosophie drehte. Die Debatte war eine Fortsetzung von Erns Debatten mit russischen Philosophen, die mit der internationalen Zeitschrift Logos verbunden waren (Sergius Hessen (1887–1950), Fedor Stepun (1884–1965), Boris Walentinowitsch Jakowenko (1884–1949) und andere).
Seine Essays fanden Aufnahme in der Reihe Aus der Geschichte des vaterländischen philosophischen Denkens (russisch Из истории отечественной философской мысли; Moskau 1991).

## Schriften
- Der Kampf um den Logos (1911)
- Grigori Sawwitsch Skoworoda, Leben und Studien (1912)
- Rosmini und seine Theorie des Wissens (1914)
- Die Philosophie von Gioberti  (1916)
- Höchste Errungenschaft Platons (1917)